# Eple
Eple (nor. „Jabłko”) – drugi singiel norweskiej grupy Röyksopp z ich debiutanciej płyty Melody A.M. Został on wydany w 2001 roku, reedycja pojawiła się 2 lata później. Ze względu na tytuł utworu firma Apple Inc. użyła go w filmie powitalnym systemu OS X "Panther"; piosenka pojawiała się także w kilku programach telewizyjnych.
Magazyn Pitchfork Media umieścił ją na 336. miejscu listy najlepszych utworów dekady.

## Lista utworów

### Wydanie z 2001
UK CD WALLD071
1. "Eple" (Edit) – 3:35
2. "Eple (Bjørn Torske Remix)" – 6:52
3. "Röyksopp's Night Out" – 7:30

UK 12" WALLT071
1. "Eple" – 3:52
2. "Eple (Bjørn Torske Remix)" – 6:52
3. "Röyksopp's Night Out" – 8:08

### 2003 (reedycja)
UK CD 1 WALLD080
1. "Eple (Edit)" – 3:35
2. "Eple (Fatboy Slim Remix)" – 3:56
3. "Eple (Shakedown Remix)" – 6:43

UK CD 2 WALLD080V
1. "Eple (Edit)" – 3:35
2. "Eple (Boris And Michi's Eplistic-Scratch-Attack)" – 7:16
3. "Eple (Black Strobe Remix)" – 6:10
4. "Eple (Video)" – 3:35

UK 12" 1 WALLT080
1. "Eple" – 3:52
2. "Eple (Shakedown Remix)" – 6:43
3. "Eple (Fatboy Slim Remix)" – 5:48

UK 12" 2 WALLT080X
1. "Eple" – 3:52
2. "Eple (Black Strobe Remix)" – 6:10
3. "Eple (Boris and Michi's Eplistic-Scratch-Attack)" – 7:16